# Blondie Chaplin

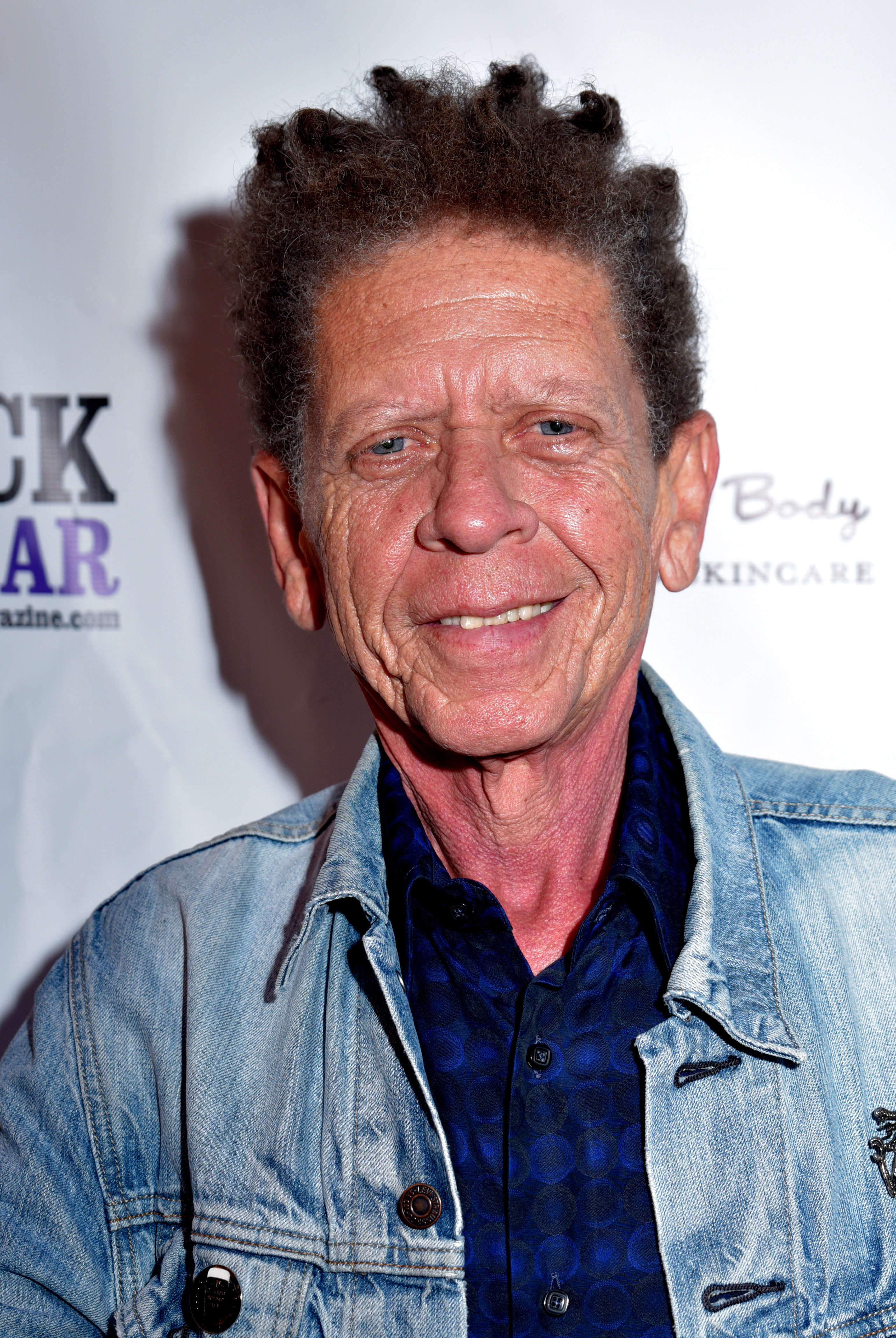
Blondie Chaplin (2019)

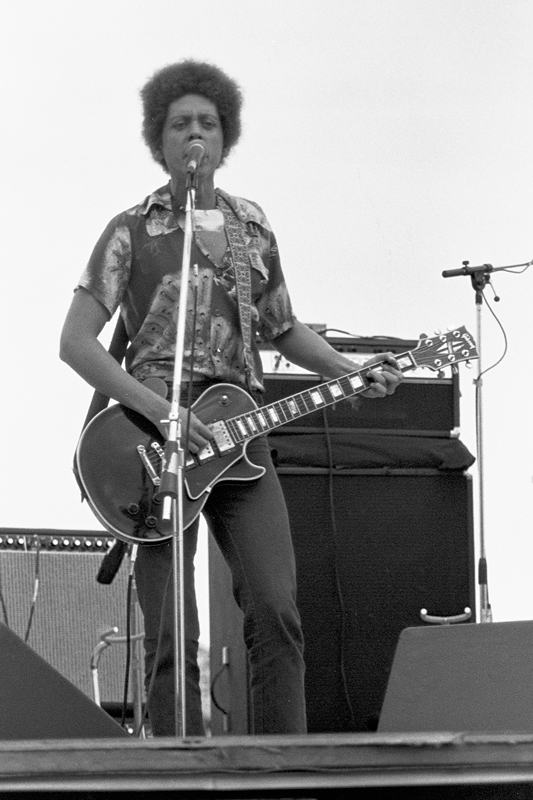
Blondie Chaplin, Woodstock Reunion (1979)

Terence William „Blondie“ Chaplin (* 7. Juli 1951 in Durban) ist ein südafrikanischer Gitarrist und Sänger, der zwischen 1972 und 1973 ein Bandmitglied der Beach Boys war.

## Leben
Chaplin wuchs in einer musikalischen Familie auf und lernte sehr früh das Gitarrenspiel. Als Teenager wurde er Bandmitglied bei The Flames von Ricky Fataar und seinen Brüdern. Nach zwei Nummer-1-Hits verließen sie wegen der Einschränkungen durch das Apartheidsregime Südafrika und zogen nach London, wo sie in kleinen Clubs auftraten. Dort wurde die Band von Al Jardine entdeckt und von Carl Wilson nach Los Angeles zu Aufnahmen für Brother Records eingeladen. 
Nach zwei Alben von The Flame, wie sie sich nun nannten, trennte sich die Band. Chaplin und Fataar kamen dann zu den Beach Boys, die neue Mitglieder brauchten, nachdem Bruce Johnston aus der Band ausgestiegen war und Dennis Wilson sich schwer an seiner Hand verletzt hatte. Chaplin und Fataar steuerten einige Songs auf den Beach-Boys-Alben Carl and the Passions – „So Tough“ und Holland bei und sorgten für einen R&B-lastigeren Sound. Chaplin wurde 1973 während eines Konzertes in New York gefeuert, da er sich mit Stephen Love (Mike Loves Bruder), dem Manager der Beach Boys, angelegt hatte.
Chaplin nahm 1977 sein erstes Soloalbum Blondie Chaplin/Rock and Roll auf und tourte damit. Auf dem Album sind auch die Sängerinnen Clydie King und Venetta Field zu hören, die bereits für die Rolling Stones auf Exile on Main Street gesungen hatten. Eine Zusammenarbeit mit David Johanson von den New York Dolls brachte ihn nach New York City. Dort spielte er in der Band Skollie zusammen mit Keith Lentin und Anton Fig und freundete sich mit Keith Richards an, zog aber wieder nach Los Angeles.
Aufgrund der Freundschaft mit Richards spielte er zuerst auf dessen Album mit den Wingless Angels sowie auf Bridges to Babylon der Rolling Stones. Er tourte auch mit der Band und ist daher auf deren Livealbum No Security aus dem Jahr 1998 zu hören. Bei den Aufnahmen für Forty Licks war er ebenso präsent wie während der Forty-Licks-Tour, auf der das Album Live Licks aufgenommen wurde. Auch bei der A-Bigger-Bang-Tournee stand Blondie Chaplin mit den Stones auf der Bühne.   
Außerdem erschien sein zweites Soloalbum Between Us. Weiterhin spielte er als Sessionmusiker für The Band, Joe Walsh, Bonnie Raitt und das Charlie Watts/Jim Keltner Project (2000).
Zusammen mit Anton Fig spielte er am 29. Juni 2013 in der Begleitband von Beth Hart und Joe Bonamassa im Koninklijk Theater Carré in Amsterdam.

## Weitere Informationen